# 侵食谷
侵食谷（しんしょくこく、英語: erosional valley）は、侵食作用によりつくられた谷のことである。
侵食谷を作る因子は、水・氷河・風雪などが一般的である。流水によってできたものは水食谷、氷河によってできたものは氷食谷または氷河渠（ひょうがきょ）と呼ぶ。氷食谷から氷河が消失するとU字谷が現れる。
氷期中など寒暖の差が激しい山地では露出岩が破壊され礫が作られ、上記の因子と混ざった強い侵食により、V字谷が発達する。同じく礫が河川に流れ込むことにより、海さらに海中へ及ぶV字谷が発達し、大河川で顕著となる。
膨大な年月をかけ成長し、深さ数百メートルの巨大な谷を作ることもある。また、周囲の地形を相対的に盛り上がらせ山を形成する。例として、スイスアルプス山脈のU字谷・富士山の大沢崩れなどがある。